# Nationale Politie

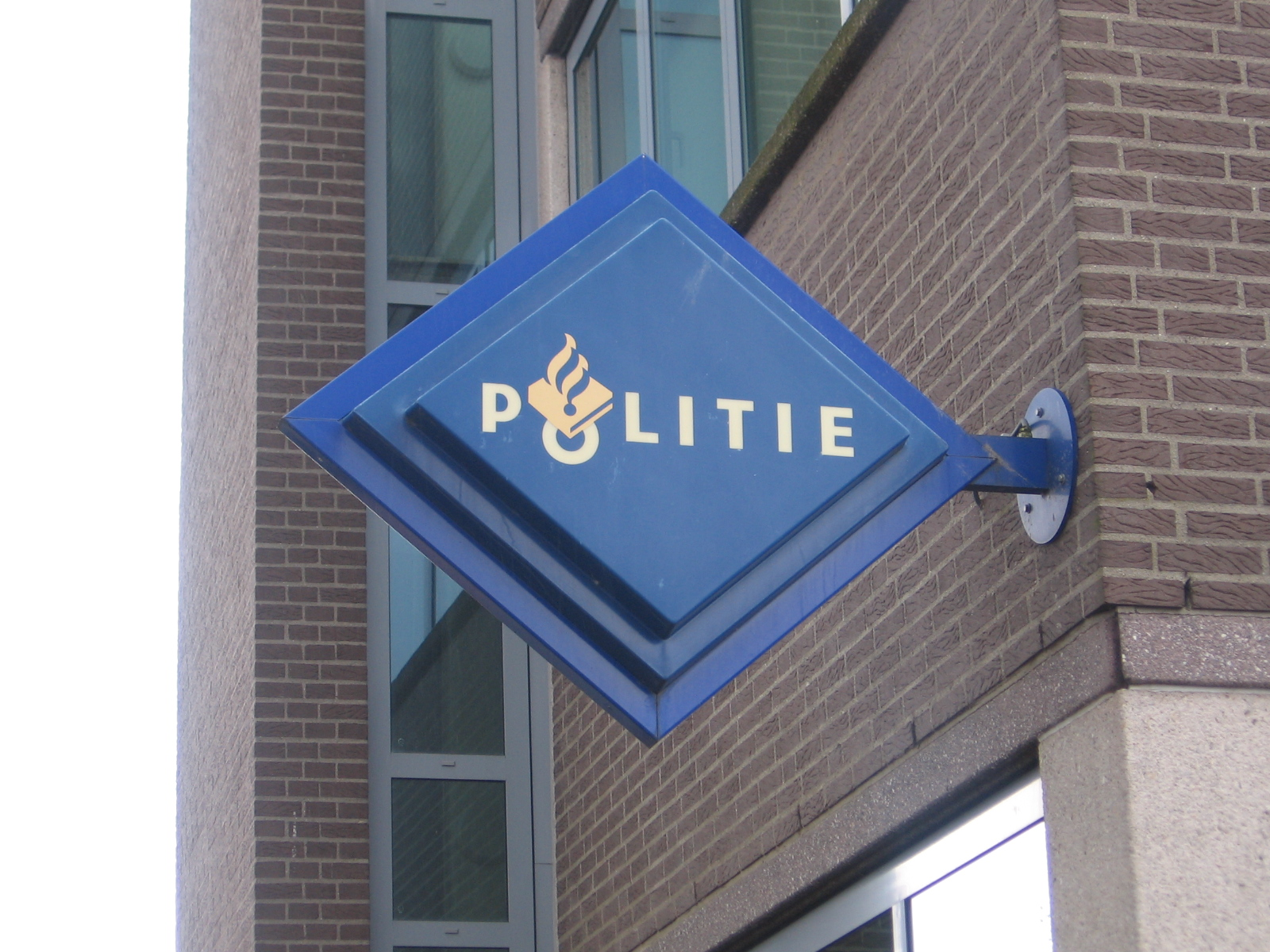
Emblem

Die Nationale Polizei der Niederlande (kurz: Nationale Politie / ausgesprochen [ˈnaʃonalə poˈlitsi] / auch Politie) ist die zivile Polizei im europäischen Teil der Niederlande mit etwa 65.000 Mitarbeitern. Sie ging Anfang 2013 aus dem Korps Landelijke Politiediensten und den Korps der 25 Polizeiregionen hervor. Korpschef ist seit dem 1. März 2024 Frau Janny Knol, die das Amt von Henk van Essen übernahm.

## Geschichte
Das Land war seit einer großen Polizeireform 1994 in 25 Polizeiregionen (politieregio’s) eingeteilt, die je über ein Regionalkorps (regiokorps) verfügen. Die 1945 errichtete Reichspolizei wurde wegen der Umgestaltung der Niederländischen Polizei 1994 aufgehoben und die Einheiten und Aufgaben bei der Regionalpolizei, dem KLPD und der Marechaussee untergebracht. Der Korpschef der KLPD unterstand seit 2000 direkt dem Innenminister (vorher dem Justizministerium). 
Anfang des Jahres 2013 fand erneut eine Umstrukturierung der niederländischen Polizei statt. Seit dem 1. Januar 2013 formen die vormals 25 regionalen Polizeikorps, die niederländische Landespolizei (Korps Landelijke Politiediensten) und das Kooperationszentrum der niederländischen Polizei eine gesamte niederländische Polizei, in der etwa 65.000 Bedienstete (51.000 Polizisten und 14.000 Beschäftigte) beschäftigt sind.

## Struktur
10 Polizeibezirke, denen jeweils ein Leiter vorsteht, die nationale Einheit und das Polizeidienstzentrum bilden dabei die Organisation des Korps. Die Polizeibezirke sind
1. Noord Nederland
2. Oost Nederland
3. Midden Nederland
4. Noord Holland
5. Amsterdam
6. Den Haag
7. Rotterdam
8. Zeeland West-Brabant
9. Oost Brabant und
10. Limburg.

Das Korps wird von Korpschef Janny Knol geleitet.

## Aufgaben
Gemäß Artikel 3 des Polizeigesetzes (Politiewet 2012) hat die Polizei die Aufgabe, unter Leitung der zuständigen Behörde und im Einklang mit den geltenden Rechtsvorschriften für die Wahrung der Rechtsordnung zu sorgen und denen Hilfe zu leisten, die ihrer bedürfen. Die Hauptaufgaben sind:
- Die Ermittlung von Straftaten
- Die Aufrechterhaltung der öffentlichen Ordnung
- Die Überwachung des Straßenverkehrs
- Die Notfallhilfe
- Die Ausführung von Polizeiaufgaben im Auftrag der Justiz

## Dienstgrade und Rangabzeichen
Aus rein praktische Erwägungen werden an Uniformstücken, die aus hygienischen Gründen häufigem Wechsel unterliegen, Rangabzeichen in Form von sogenannten Aufziehshlaufen getragen, die relativ einfach austauschbar sind. An Uniformjacken Mänteln und Paradeuniformen oder Uniformteilen für Gesellschaftliche Anlässe hingegen, werden die üblichen Schulterklappen getragen. Innerhalb der Niederländischen Polizei werden nachstehende Dienstgrade und Rangabzeichen gemäß Tabelle verwendet:
| Dienstgrad / Rangabzeichen | Erster Chef-Kommissar (Eerste Hoofdcommissaris) | Chef-Kommissar (Hoofdcommissaris) | Kommissar (Commissaris)    | Hauptinspektor (Hoofdinspecteur) | Inspector (Inspecteur)                                                | Sergeant (Brigadier)                                                  |
| Schulterklappe             |                                                 |                                   |                            |                                  |                                                                       |                                                                       |
| Aufziehschlaufe            |                                                 |                                   |                            |                                  |                                                                       |                                                                       |
| Dienstgrad / Rangabzeichen | Hauptwachtmeister (Hoofdagent)                  | Oberwachtmeister (Agent)          | Wachtmeister (Surveillant) | Anwärter (Aspirant)              | Außerordentlicher Ermittlungsbeamter (Niet-Executieve Medewerker BOA) | Außerordentlicher Ermittlungsbeamter (Niet-Executieve Medewerker BOA) |
| Schulterklappe             |                                                 |                                   |                            |                                  |                                                                       |                                                                       |
| Aufziehschlaufe            |                                                 |                                   |                            |                                  |                                                                       |                                                                       |

## Uniform und Ausrüstung
Die bisherige Polizeiuniform wurde im Jahre 2014 durch eine funktionellere und besser sichtbare ersetzt. Der definitive Entwurf wurde gewählt, nachdem gut 33.000 Polizeibeamte bei einer Umfrage ihre Vorlieben angegeben hatten. Die Uniform besteht unter anderem aus folgenden Teilen:
- Cap: Die Schirmmütze bzw. der Hut wurden ersetzt durch ein sportliches Cap.
- Poloshirt: Das weiße Hemd wurde ersetzt durch ein dunkelblaues Poloshirt mit gelben Streifen auf Brust, Rücken und Schulter mit wahlweise kurzen oder langen Ärmeln. Grundsätzlich sind diese Poloshirts versehen mit Polizeilogos auf Brust und Rücken. Des Weiteren sind auf beiden Oberarmen Polizeiembleme angebracht.
- Operationelle Hose: Die Uniformhose wurde ersetzt durch einen sogenannten „Worker“ (Funktionshose). Diese sportliche dunkelblaue Hose ist versehen mit geräumigen Taschen auf beiden Oberschenkeln.
- Feste Schuhe: Die operationellen Schuhe sind Armeestiefeln bzw. Springerstiefeln ähnlich.
- Schutzweste: Die Polizeibeamten tragen grundsätzlich ihre stich- und beschusshemmende Weste über der Uniform. Die Weste wird geliefert mit Schonbezügen in drei verschiedenen Farben;
  - ein Schonbezug in Fluor-Gelb mit reflektierenden Streifen und Polizeilogo auf Vorder- und Rückseite. Dieser Schonbezug wird verwendet, wenn erhöhte Sichtbarkeit erwünscht ist, wie z. B. bei Verkehrskontrollen.
  - ein blauer Schonbezug mit Polizeilogo auf Vorder- und Rückseite für den täglichen Einsatz.
  - ein weißer Schonbezug, damit die Weste eventuell unterhalb der Zivilbekleidung getragen werden kann.
- Jacke: Die bisher genutzte Jacke wurde ersetzt durch eine sogenannte 'Softshell-Jacke', die unter der Schutzweste getragen wird, und eine Allwetterjacke, welche über der Schutzweste getragen wird.

Die Ausrüstungsgegenstände werden meistens an der Hüfte getragen, mittels eines Koppels der französischen Marke GK Professional.
- Handfesseln der Marke LIPS
- Kurzer Schlagstock (meistens verdeckt in einer innenliegenden Tasche in der Hose)
- Pfefferspray (Defence Technology MKII)
- Dienstwaffe Walther P5 in einem Holster der Marke Safariland (ab 2004-2013 Walther P99Q)
- Digitales C2000 Radio (EADS, Motorola oder Sepura)

Auch Aspiranten (Anwärter) und Surveillanten (Aufsichtsperson), die sich in Aus- bzw. Weiterbildung zum Agenten oder Inspekteur befinden, können mit einer Dienstwaffe ausgerüstet sein, wenn sie die nötigen Ausbildungen und Prüfungen bestanden haben. Die Dienstpistole der deutschen Marke Carl Walther ist bereits seit 1978 im Einsatz bei der Niederländischen Polizei. Seit April 2013 wird die Walther P5 schrittweise ersetzt durch die neue Dienstpistole Walther P99Q.
Des Weiteren kann jeder Polizist selbst wählen, welche zusätzlichen Ausrüstungsgegenstände er mit sich trägt. So werden oft Gegenstände wie Handytaschen, Handschuhe, Türklemmen, Beatmungsmasken und Tragringe für Stablampen am Koppel befestigt.

## Weitere nationale Polizeieinheiten
Eine weitere nationale Polizei, die niederländische Gendarmerie (Koninklijke Marechaussee) mit ungefähr 6.800 Mitarbeitern, gehört organisatorisch als eigene Teilstreitkraft zur Niederländischen Armee und hat Aufgaben wie Grenzschutz, Bewachung der Flughäfen und den Personenschutz für die Königsfamilie. Sie ist im gesamten Königreich der Niederlande zuständig.